# 翁學淵
翁學淵（1494年—1554年），字道源，號丹山，浙江遂昌縣人。明朝政治人物。

## 生平
嘉靖十年（1531年）辛卯科第三十四名举人，嘉靖十一年（1532年）聯捷壬辰科二甲二十三名進士，观兵部政，授南京户部主事，升员外郎，再陞郎中，出為湖广佥事，升貴州參議，二十二年十一月以事謫眞定府通判，轉邵武府同知，历福建按察司佥事，官終湖廣僉事，卒年六十一。

## 家族
曾祖翁存仁。祖父翁守寧。父翁奎。前母潘氏，母黄氏。永感下。兄道渊、德渊。